# گوستاو لینداو
گوستاو لینداو (انگلیسی: Gustav Lindau; ۲ مهٔ ۱۸۶۶ – ۱۰ اکتبر ۱۹۲۳) یک گیاه‌شناس اهل آلمان بود.